# Microstylum albimystaecum
Microstylum albimystaecum är en tvåvingeart som beskrevs av Macquart 1855. Microstylum albimystaecum ingår i släktet Microstylum och familjen rovflugor. Inga underarter finns listade i Catalogue of Life.